# Richard Gaines
Richard H. Gaines (Oklahoma City, 23 de juliol de 1904 − Los Angeles, 20 de juliol de 1975) va ser un actor estatunidenc.
Va estar casat amb Brenda Marshall amb qui va tenir una filla, Virginia. Aquesta va ser adoptada per l'actor William Holden, segon marit de Brenda Marshall.

## Cinema
- 1940: The Howards of Virginia: Patrick Henry
- 1942: A Night to Remember: Lingle
- 1943: Company de la meva vida (Tender Comrade): Waldo Pierson
- 1943: The More the Merrier: Charles J. Pendergast
- 1944: Mr. Winkle Goes to War d'Alfred E. Green: Ralph Westcott
- 1944: Double Indemnity: Edward S. Norton, Jr.
- 1944: Double Exposure: James R. Tarlock
- 1945: Miracle d'amor (The Enchanted Cottage): Frederick 'Freddy' Price
- 1945: Twice Blessed: Senador John Pringle
- 1945: Don Juan Quilligan: advocat de la defensa
- 1945: A Gun in His Hand: Inspector Dana
- 1946: So Goes My Love: Mr. Josephus Ford
- 1946: The Bride Wore Boots: L'advocat de Jeff
- 1946: Do You Love Me: Ralph Wainwright
- 1946: White Tie and Tails: Archer
- 1946: Nobody Lives Forever: Charles Manning
- 1946: Humoresque: Bauer
- 1947: The Invisible Wall: Richard Elsworth
- 1947: Ride the Pink Horse de Robert Montgomery: Jonathan
- 1947: Unconquered: Cor. George Washington
- 1947: Brute Force: McCollum
- 1947: Cass Timberlane: Dennis Thane
- 1947: Dangerous Years: Edgar Burns
- 1947: The Hucksters: Cooke
- 1948: That Wonderful Urge: Whitson
- 1948: Totes les noies s'haurien de casar (Every Girl Should Be Married): Sam McNutt
- 1949: A Kiss for Corliss: Taylor
- 1949: Strange Bargain: Malcolm Jarvis
- 1949: The Lucky Stiff: Advocat general John Logan
- 1950: Key to the City: Presentador TV
- 1951: Ace in the Hole: Nagel
- 1951: Flight to Mars: Prof. Jackson
- 1953: Marry Me Again: Dr. Pepperdine
- 1954: Drum Beat: Dr. Thomas
- 1955: Trial: Dr. Johannes Albert Schacter
- 1955: Love Me or Leave Me: Paul Hunter
- 1956: Francis in the Haunted House: D.A. Reynolds
- 1956: Ransom!: Langly
- 1957: Jeanne Eagels: jutge
- 1957: Five Steps to Danger: Dean William Brant

## Sèries de televisió
- 1952: "Boss Lady": Roger
- 1952: "The Doctor", episodi "The Hiding Place"
- 1952: "Sky King", "Speak No Evil": Earl Bland/Gaff Morgan
- 1952: "Dangerous Assignment", episodi "The Briefcase Story": Robertson
- 1953: "Cavalcade of America", episodi "The Last Will of Daniel Webster"
- 1953: "Cavalcade of America", episodi "The Gingerbread Man": George Washington
- 1954: "Drum Beat": Dr. Thomas
- 1954: "Topper", episodi "The Boat": Jack Green
- 1954: "The Pepsi-Cola Playhouse", episodi "A Far, Far Better Thing": Len Sills
- 1954: "Cavalcade of America", episodi "The American Thanksgiving -- Its History and Meaning"
- 1954: "Cavalcade of America", episodi "Spindletop: Texas' First Oil Gushers: Dr. Hayes
- 1954: "Cavalcade of America", episodi "A Strange Journey"
- 1955: "The Man Behind the Badge", episodi "The Case of the Deadly Homburg": Lamar
- 1955: "Producers' Showcase", episodi "The Petrified Forest": Mr. Chisholm
- 1955: "TV Reader's Digest", episodi "How Chance Made Lincoln President": Abraham Lincoln
- 1955: "Hallmark Hall of Fame", episodi "Soldier's Bride": Zachary Taylor
- 1956: "TV Reader's Digest", episodi "Cochise, Greatest of the Apaches": Cochise
- 1956: "Playhouse 90", episodi "Forbidden Area"
- 1957: "General Electric Theater", episodi "The Big Shooter": Beaummy
- 1957: "The Gray Ghost", episodi "Resurrection": Owens
- 1959: "The Millionaire", episodi "The Hank Butler Story": Ethan
- 1959: "Lux Playhouse", episodi "This Will Do Nicely": Inspector Humbert
- 1959: "The Donna Reed Show", episodi "Sleep No More My Lady": Dr. Elias Spaulding
- 1959: "Man with a Camera", episodi "The Positive Negative": Jeffrey Blaine
- 1959: "Law of the Plainsman", episodi "Passenger to Mescalero": J. Roberts Pawley
- 1960: "Perry Mason", episodi "The Case of the Singing Skirt": jutge
- 1960: "Perry Mason", episodi "The Case of the Crying Cherub": jutge
- 1960: "Perry Mason", episodi "The Case of the Wandering Widow": jutge
- 1960: "Alfred Hitchcock Presents", temporada 6 episodi 12 "The Baby-Blue Expression": James Barrett
- 1960: "McGarry and His Mouse": oficial de policia
- 1961: "Perry Mason", episodi "The Case of the Fickle Fortune": jutge
- 1961: "Perry Mason", episodi "The Case of the Violent Vest": jutge
- 1961: "The Rebel", episodi "Mission--Varina": Jefferson Davis
- 1961: "Assignment: Underwater", episodi "Nightmare Bay": Dr. Burton
- 1962: "Alfred Hitchcock Presents", temporada 7 episodi 16 "The Case of M.J.H.": M.J. Harrison